# John Palliser
John Palliser (ur. 29 stycznia 1817 w Dublinie, zm. 18 sierpnia 1887 Kilmacthomas w hrabstwie Waterford) – kanadyjski podróżnik i geograf.
Urodził się w Dublinie w Irlandii. Był bratem znanego wynalazcy Williama Pallisera. W młodzieńczym wieku wyemigrował do Kanady. Spędził wiele czasu w lasach północy i na preriach, badając życie Indian. W latach 1856–57 i 1857–60 na zlecenie Królewskiego Towarzystwa Geograficznego – Royal Geographical Society, odbył swe słynne wyprawy, w czasie których gruntownie zbadał wielkie obszary terenów północno-zachodnich. Był także odpowiedzialny za wytyczenie granicy pomiędzy brytyjskimi terytoriami północno-zachodnimi a USA, zgodnie z postanowieniami traktatu oregońskiego. Jego oficjalny raport opublikowany w 1861 wzbudził niewielkie zainteresowanie w Wielkiej Brytanii. W Kanadzie jednakże potraktowano go z wielką uwagą i stał się on podstawą opracowania polityki gospodarczej wobec Terytoriów Północno-Zachodnich. W 1853 po swoich początkowych doświadczeniach z życia wśród Indian opublikował książkę The Solitary Hunter, or Sporting Adventures in the Prairies. Zmarł w 1887 w rodzinnym mieście w Irlandii.

## Życiorys
- Dictionary of Canadian Biography Online - John Palliser